# Agostocaris
Agostocaris is een geslacht van kreeftachtigen uit de klasse van de Malacostraca (hogere kreeftachtigen).

## Soorten
- Agostocaris acklinsensis Alvarez, Villalobos & Iliffe, 2004
- Agostocaris bozanici Kensley, 1988
- Agostocaris williamsi C.W.J. Hart & Manning, 1986